# Ernst Fuchs (artista)
Ernst Fuchs (Vienna, 13 febbraio 1930 – Vienna, 9 novembre 2015) è stato un artista austriaco, cofondatore del gruppo Wiener Schule des Phantastischen Realismus (traduzione "scuola viennese del Realismo Fantastico") e membro della Society for Art of Imagination.
Studiò all'Accademia delle Belle Arti di Vienna.
Nel 1972 acquistò la villa storica che fu di proprietà di Otto Wagner,  oggi sede del museo privato che espone le sue opere.
Il suo assistente fu Michael Maschka.